# Michael Max Munk
Pour les articles homonymes, voir Munk.
Michael Max Munk, plus connu comme Max M. Munk (né le 22 octobre 1890, mort le 3 juin 1986) est un ingénieur en aéronautique allemand, connu, entre autres apports, pour avoir développé la Théorie des profils minces ainsi que la Théorie des corps élancés publiée en 1921. Il a travaillé pour le National Advisory Committee for Aeronautics (NACA) dans les années 1920, y publiant pas moins de 40 rapports en six ans. Puis il fut nommé au Centre de Langley comme chef de la Division Aérodynamique.

## Biographie
Michael Max Munk nait en 1890 à Hambourg dans une famille juive de la classe moyenne. Il est diplômé de l'école polytechnique de Hanovre en 1914. Il obtient un doctorat en physique et en mathématiques de l'Université de Göttingen en 1918. Après la guerre de 1914-1918, le NACA (qui allait plus tard devenir la NASA) le fait venir aux États-Unis et le président Woodrow Wilson l'autorise à travailler pour le gouvernement américain, ce qui était nécessaire puisque l'Allemagne était un pays ennemi lors du récent conflit.
Il propose de construire le Variable Density Tunnel (en), soufflerie à densité variable qui est opérationnelle en 1922.

## Les nombreux apports de Munk
- Création du concept de traînée induite d'une aile : Dans sa thèse de doctorat, «Isoperimetrische Probleme aus der Theorie des Fluges», Munk a utilisé des mathématiques intuitives astucieuses pour trouver la façon de minimiser la traînée induite d'une aile (c'est lui qui crée ce concept)[2]) (il a montré que la traînée induite minimale d'un profil aérodynamique était obtenue mathématiquement si la répartition de la portance au long de l’envergure correspondait à une ellipse)[2].
- Travaillant sur l'aérodynamique des dirigeables Zeppelin[5], il a créé la Théorie des corps élancés[6] mettant ainsi en équations le Moment de Munk qui rend instable les corps élancés (fussent-ils profilés ou de moindre traînée).
- Il a fondé la Théorie des profils minces (qui fut améliorée par Hermann Glauert et d'autres chercheurs[7]).
- Il a développé une théorie concernant le profil aérodynamique des ailerons, en les classant par forme et par épaisseur.